# Fantezie înaltă
Fantezie înaltă (engleză: High fantasy)  sau fantezie epică este un subgen al fanteziei definit prin subiect și teme de proporții epice. Povestea are loc într-o lume imaginară de proporții epice, de asemenea personajele sunt epice.  Termenul de "înaltă fantezie" a fost inventat de Lloyd Alexander într-un eseu din 1971 denumit "High Fantasy and Heroic Romance". Este un subgen al literaturii sau al cinematografiei. 

## Exemple
- Stăpânul inelelor  de J. R. R. Tolkien
- Trilogia Sabia lui Shannara de Terry Brooks
- Un vrăjitor din Terramare de Ursula K. Le Guin
- The Sword of Truth de Terry Goodkind
- Roata timpului de Robert Jordan
- The Book of Words de Julie Victoria Jones
- The Belgariad, o serie de cinci cărți scrise de David Eddings